# Nozières (Ardèche)
Nozières is een gemeente in het Franse departement Ardèche (regio Auvergne-Rhône-Alpes) en telt 243 inwoners (2005). De plaats maakt deel uit van het arrondissement Tournon-sur-Rhône. In het dorpje staat een oud klooster. Deze werd in 2000 gekocht en in 2002 in gebruik genomen als chambre deux.
Dichtstbijzijnde plaats is Lamastre.

## Geografie
De oppervlakte van Nozières bedraagt 21,4 km², de bevolkingsdichtheid is 11,4 inwoners per km².

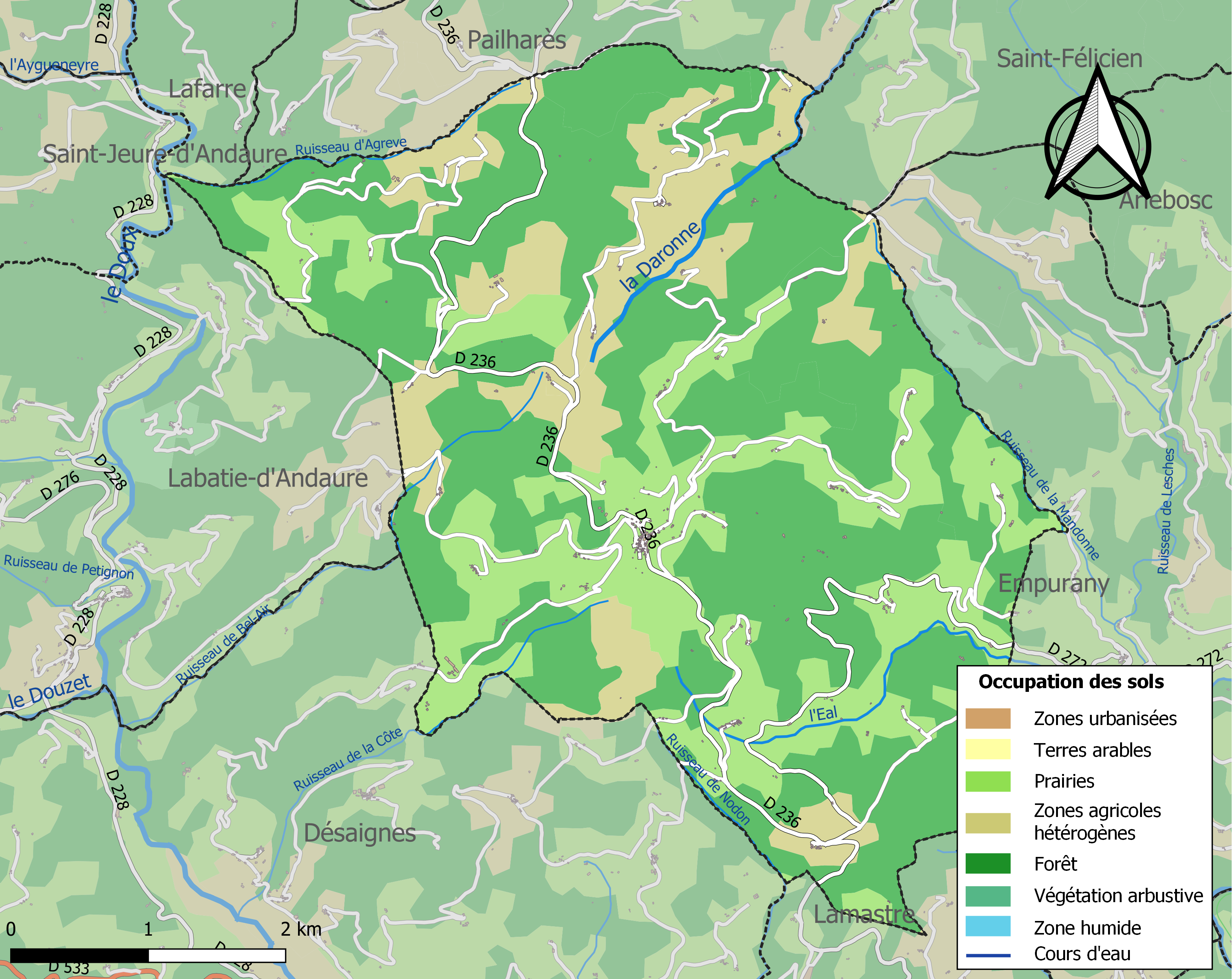
Kaart van de gemeente met belangrijkste infrastructuur, bodemgebruik en omliggende gemeenten

## Demografie
Onderstaande figuur toont het verloop van het inwonertal (bron: INSEE-tellingen).

Vanwege een beveiligingsprobleem met de MediaWiki Graph-software is het momenteel niet mogelijk deze grafiek weer te geven. Zodra de software is bijgewerkt zal de grafiek vanzelf weer zichtbaar worden.